# Lepidophyma gaigeae
Lepidophyma gaigeae es una especie de lagarto del género Lepidophyma, familia Xantusiidae. Fue descrita por Mosauer en el año 1936. La UICN clasifica a la especie a nivel mundial como vulnerable. No se incluye ninguna subespecie en el Catálogo de la vida.
Se encuentra en el oriente de México en el estado de Querétaro y en áreas adyacentes. Vive en zonas montañosas entre 1800 y 2200 metros sobre el nivel del mar. Lepidophyma gaigeae vive en bosques y arbustos mixtos. Las hembras no ponen huevos, en cambio son vivíparas.